# Dexithea
Dexithea är ett släkte av skalbaggar. Dexithea ingår i familjen långhorningar.
Kladogram enligt Catalogue of Life:
| Dexithea | \| \| Dexithea fabricii \| \| \| \| \| \| Dexithea humeralis \| \| \| \| \| \| Dexithea klugii \| \| \| \| |
|          | \| \| Dexithea fabricii \| \| \| \| \| \| Dexithea humeralis \| \| \| \| \| \| Dexithea klugii \| \| \| \| |
|          | Dexithea fabricii                                                                                          |
|          | |
|          | Dexithea humeralis                                                                                         |
|          | |
|          | Dexithea klugii                                                                                            |
|          | |